# 宮城県道59号古川一迫線
宮城県道59号古川一迫線（みやぎけんどう59ごう ふるかわいちはさません）は、宮城県大崎市と栗原市を結ぶ県道（主要地方道）である。

## 概要
大崎市古川諏訪の国道108号起点から、旧高清水町西部を経由し栗原市一迫の宮城県道17号栗駒岩出山線交点とを結ぶ。
起点から大崎市古川字上古川（国道4号交点）までの区間は起点（古川バイパス）方向への一方通行である。おおむね全線にわたって整備が完了しているが、途中1.5車線程度の幅員狭小区間が複数個所に残存している。

### 路線データ
- 実延長：18,685.1 m[1]
- 起点：大崎市古川諏訪三丁目（国道108号交点）
- 終点：栗原市一迫柳目字持くれ沢

## 歴史
- 1958年（昭和33年）3月31日 - 一般県道114号として「古川一迫線」が県道に認定される。[2]
- 1993年（平成5年）
  - 5月11日 - 建設省から、県道古川一迫線が古川一迫線として主要地方道に指定される[3]。
  - 10月19日 - 県道番号が決定[4]され、従前の一般県道114号から、県道59号に変更される。（12月1日より施行）
- 2021年（令和3年）11月19日 - 栗原市一迫の柳目地区で道路高と視距を確保する改良工事が完成し、供用開始。[5]

## 路線状況

### 重複区間
- 宮城県道165号古川岩出山線：大崎市古川宮沢 - 大崎市古川雨生沢
- 宮城県道166号岩出山上蝦沢線：大崎市古川北宮沢 - 大崎市古川清滝

## 地理

### 通過する自治体
- 大崎市
- 栗原市

### 交差する道路
- 国道108号（起点）
- 国道4号 古川バイパス（大崎市古川諏訪三丁目）
- 宮城県道165号古川岩出山線（大崎市古川宮沢）
- 宮城県道165号古川岩出山線（大崎市古川雨生沢）
- 宮城県道166号岩出山上蝦沢線（大崎市古川北宮沢）
- 宮城県道166号岩出山上蝦沢線（大崎市古川清滝）
- 宮城県道167号真山高清水線（栗原市高清水日向）
- 宮城県道17号栗駒岩出山線（終点）

### 沿線の施設等
- 桜ノ目工業団地
- 大崎市立宮沢小学校
- 化女沼
- 大崎市立清滝小学校

### 交通量[6]
令和３年度・12時間交通量
- 大崎市古川桜ノ目新鹿島伝浦 - 4,178台
- 栗原市高清水手取 - 1,675台